# Mirabilis jalapa

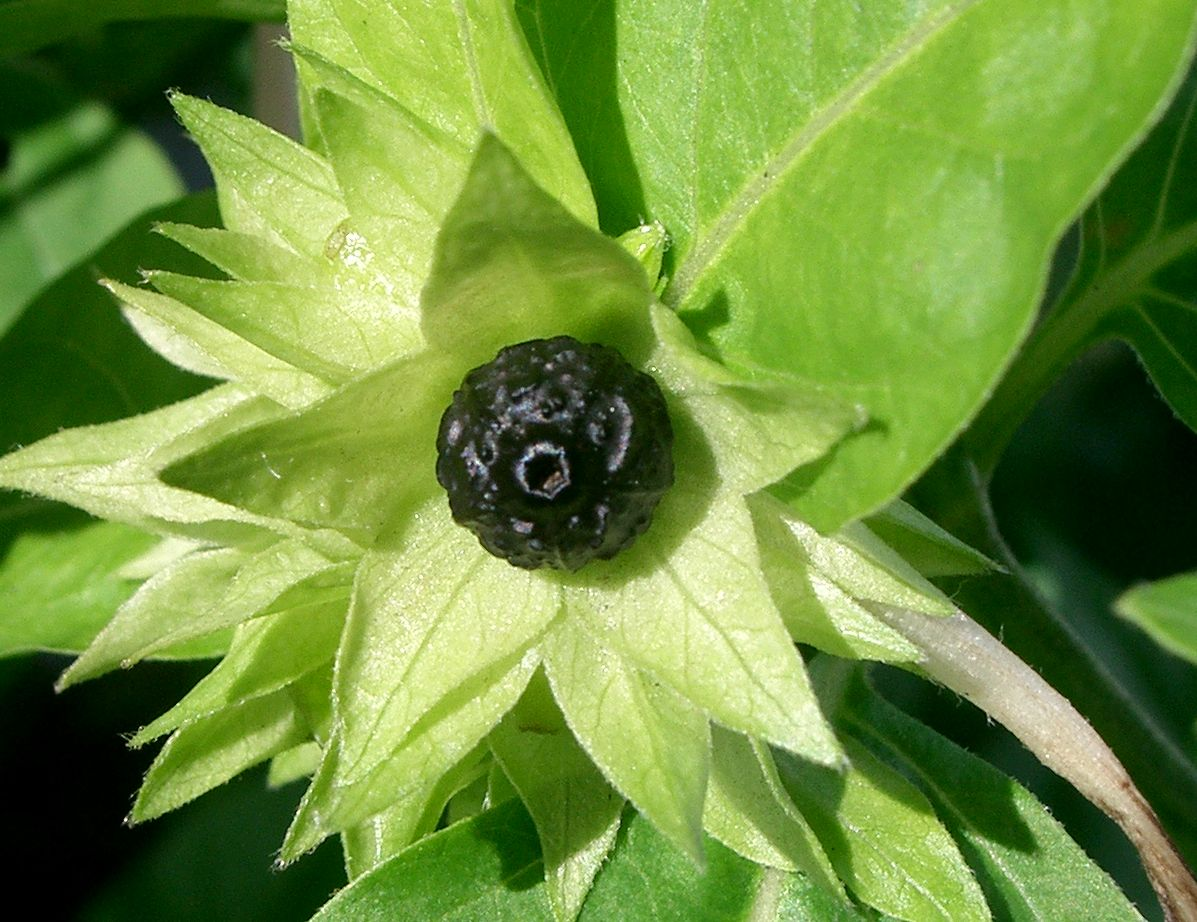
Fruto maduro.

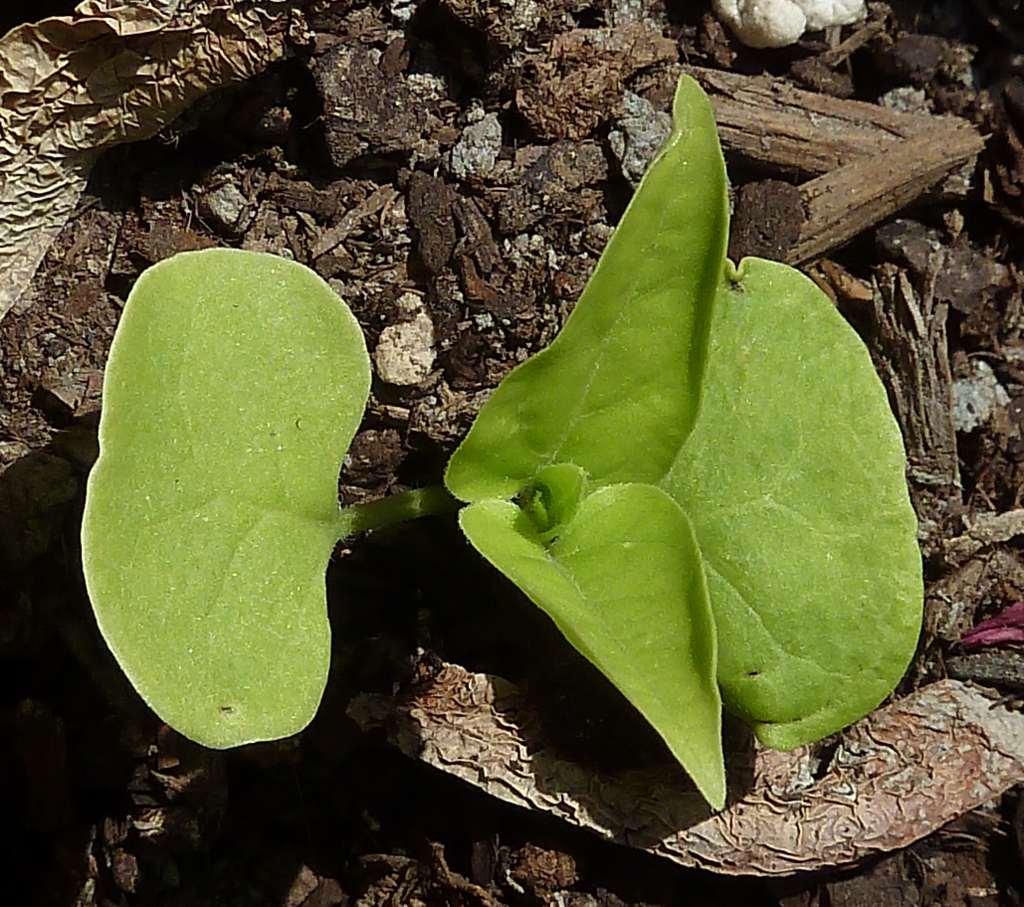
Plántula con cotiledones, catá y nomófilos incipientes.

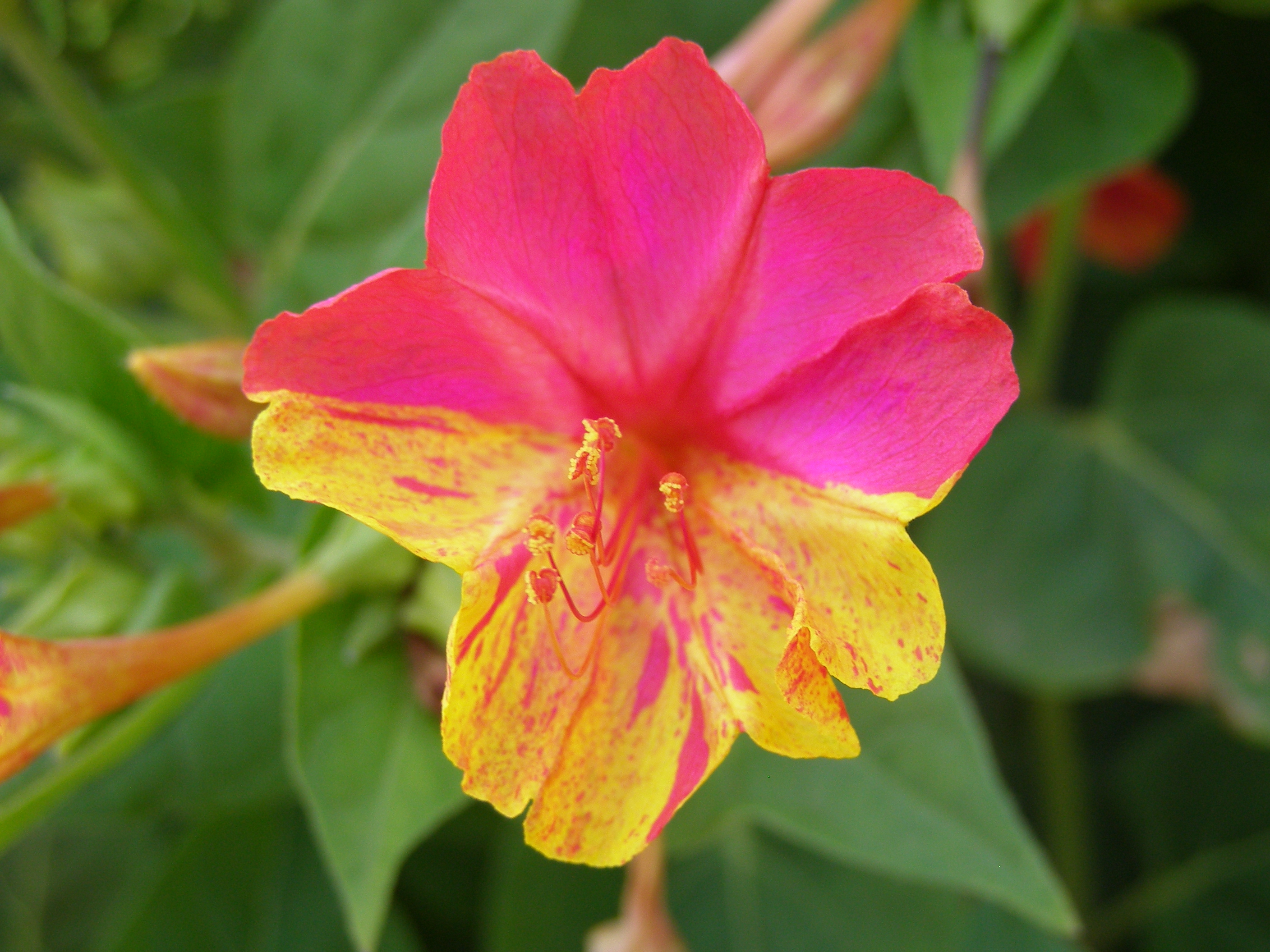
Flor bicolor

Mirabilis Xalapa, llamada comúnmente dondiego de noche, dompedros, periquito, maravilla del Perú, clavellina o nochera, es una especie de planta herbácea del género Mirabilis de la familia Nyctaginaceae; es la más cultivada, como planta ornamental, del género. Oriunda de México a Argentina.

## Descripción
Planta herbácea y vivaz con raíces tuberosas que puede alcanzar entre 60 y 150 cm de altura. Posee tallos muy ramificados de ramas erguidas. Hojas pecioladas, ovadas, de entre 4 a 13 cm de largo por 10 a 80 mm de ancho. La raíz pivotante de hasta 1 m en plantas maduras, geófita con dormancia invernal, el hábito de la planta es caduco, brotando en la primavera manteniéndose hasta fines de verano. Las inflorescencias surgen en los ápices de las ramas, a menudo rodeadas de pequeñas hojas, con involucro en forma de campana de 5 a 15 mm de largo.
 Flores con 5 estambres algo más sobresalientes que el cáliz, este de entre 30 a 55 mm de largo. Lóbulos iguales o algo más cortos que el tubo.
 Una curiosa particularidad de esta especie es que en la misma planta pueden darse flores de diferentes colores simultáneamente, e incluso una flor individual puede estar salpicada de varios colores. Algunos de los colores sólidos de las flores de la Mirabilis Jalapa que se pueden encontrar son Rojo, Rosa, Amarillo, Blanco, y Naranja.
Además de estos colores sólidos, algunas variedades pueden tener flores bicolor o multicolores, lo que hace que esta planta sea atractiva para jardines ornamentales y macetas.
Otro de los fenómenos que presenta es el cambio de color. Por ejemplo, en la variedad amarilla, a medida que la planta madura, puede producir flores que cambien gradualmente al rosa oscuro. Del mismo modo, las flores blancas pueden cambiar al violeta claro.
Las flores comienzan a abrirse a partir de la tarde, produciendo una fuerte y dulce fragancia; y empiezan a cerrarse al entrar el mediodía. A pesar de su apariencia, estas flores no están formadas por pétalos sino por una modificación pigmentada del cáliz. O sea que el perianto tiene solo un verticilo, pero con frecuencia semejando ser dos debido a las brácteas sepaloides verdes y el cáliz petaloide coloreado.
Son polinizadas por polillas Sphingidae de espiritrompa larga.
Las semillas son aquenios ovados o elípticos de 6 a 8 mm de largo por 2 a 5 mm de ancho. De textura arrugada y un color verduzco-amarillento pasando al negro al madurar.

## Distribución, hábitat y cultivo
M. jalapa habita en las zonas tropicales de Centro y Sudamérica, aunque se ha naturalizado por todas las regiones tropicales y templadas. En regiones templadas de clima más fresco, suelen morir con las primeras heladas, brotando nuevamente en la siguiente estación cálida de las raíces tuberosas.
Se utiliza ampliamente en jardinería aunque suele encontrarse asilvestrada en terrenos baldíos o riberas de caminos. Su tendencia a autofertilizarse hace que se propague rápidamente, convirtiéndose a menudo en especie invasiva en un jardín si no se la controla.

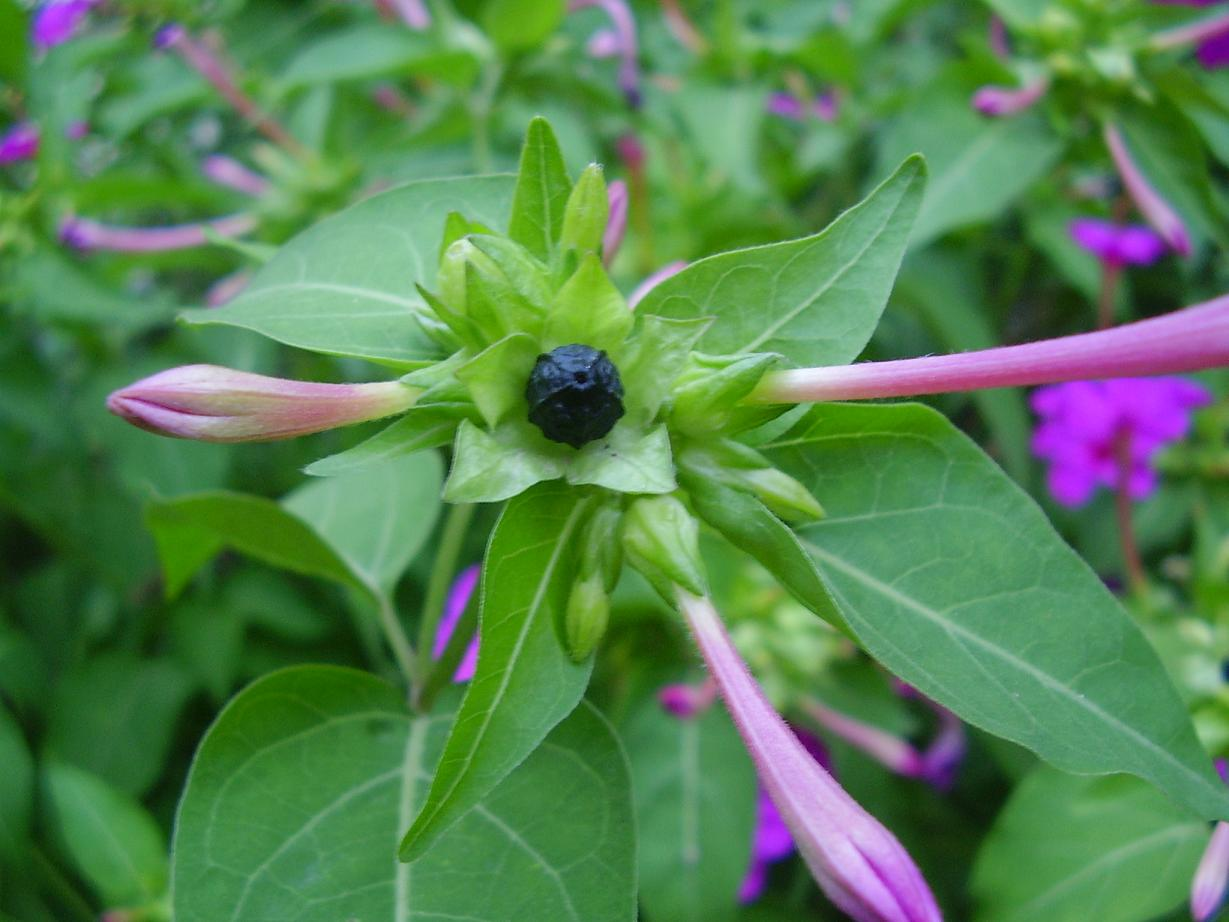
Semillas

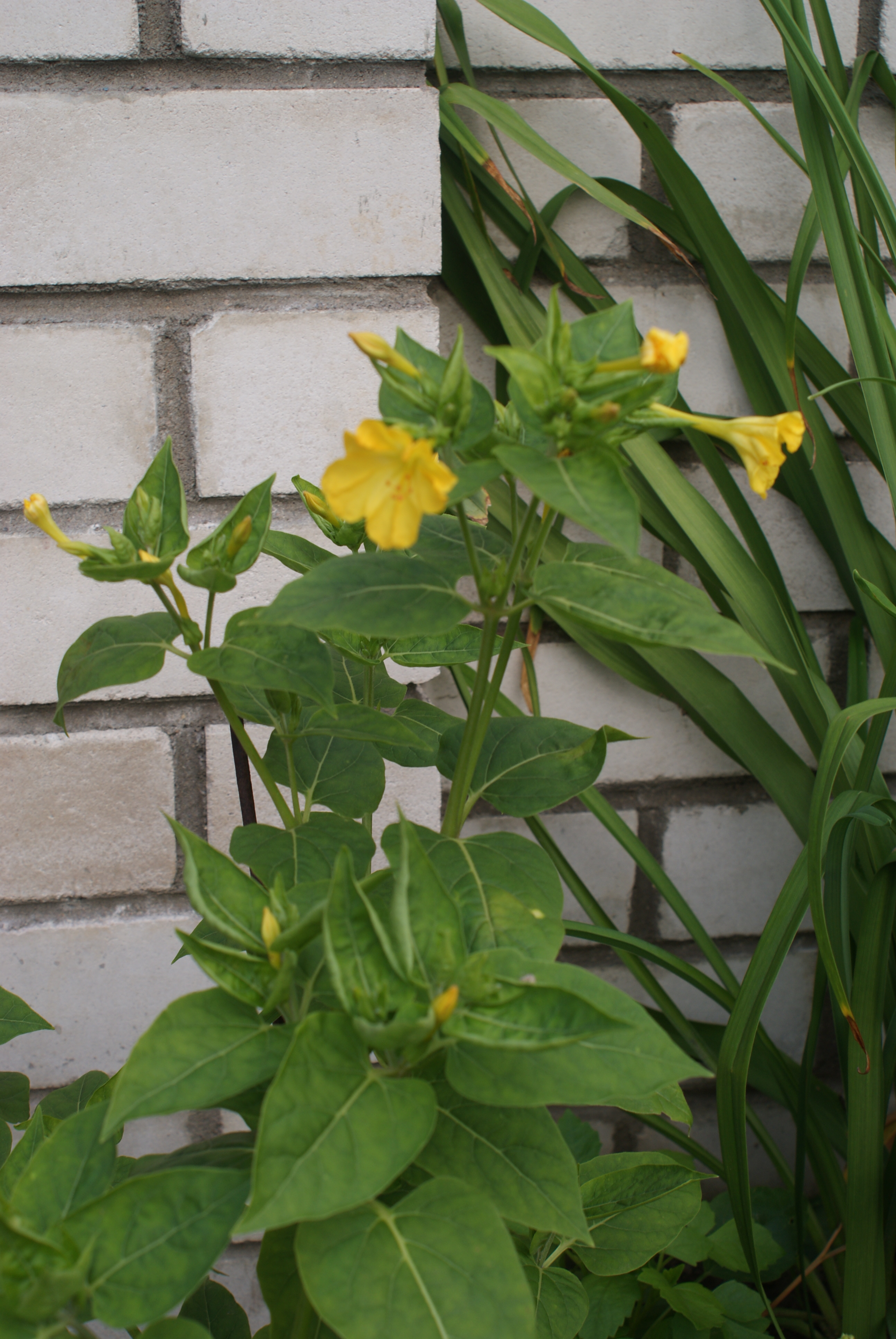
Vista de la planta

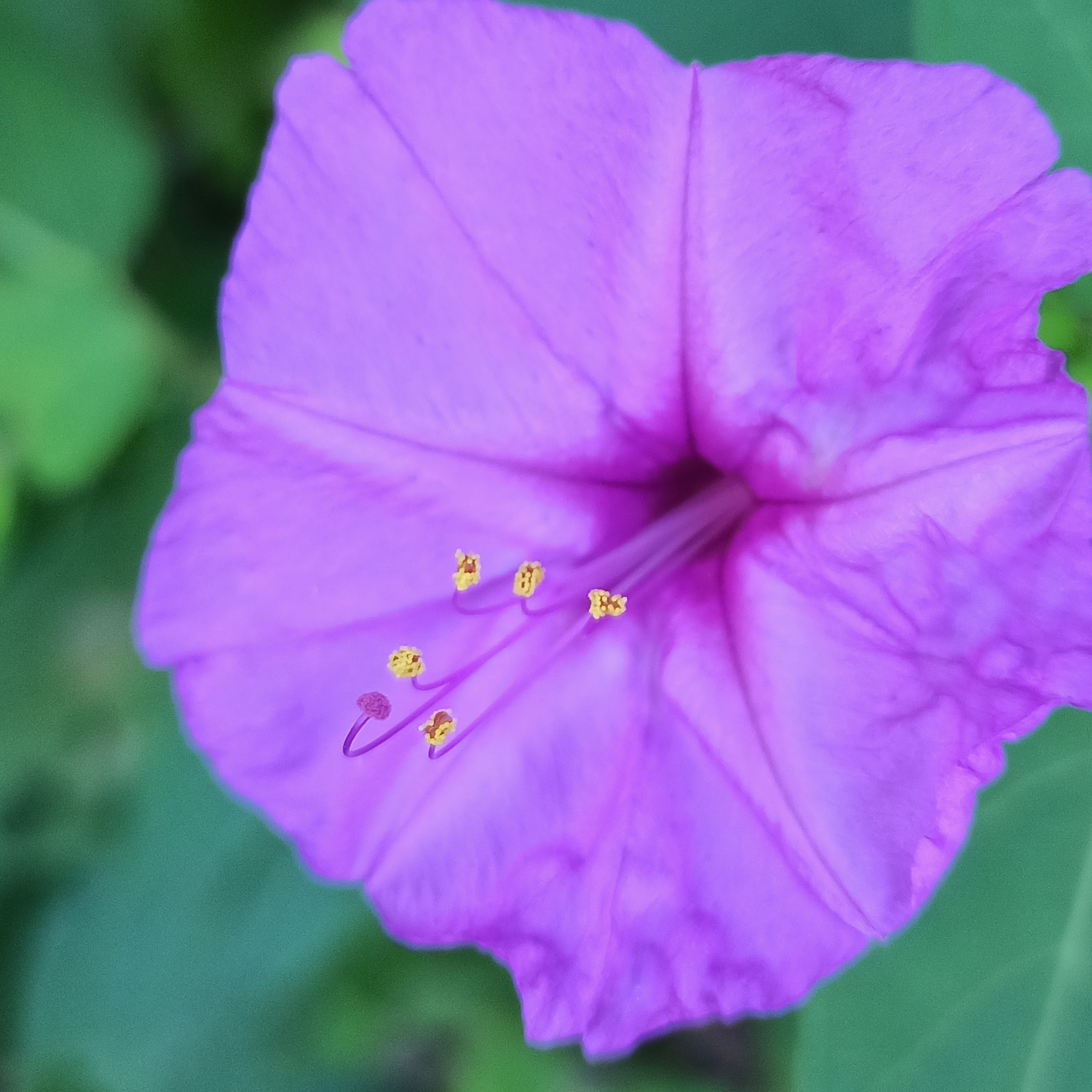
Detalle de la flor

## Usos y cuidados
Las flores se utilizan en el colorante de alimentos. Las hojas se pueden comer cocidas también, pero solo como un alimento de emergencia.
Un tinte carmesí comestible se obtiene de las flores para dar color a tortas y jaleas.
Es un antiparasitario de uso frecuente en Centroamérica. En Cuba de ha suministrado con éxito en pacientes que no responden a antiparasitarios químicos tradicionales.
En la medicina a base de hierbas, partes de la planta se pueden utilizar como diurético, purgante, y como vulneraria (curación de heridas). La raíz se cree un afrodisíaco, así como diurético y purgante. Se utiliza en el tratamiento de la hidropesía.[cita requerida]
Las hojas se utilizan para reducir la inflamación. Una decocción de ellos (maceración e hirviendo) se utiliza para tratar los abscesos. El jugo de la hoja puede ser utilizado para tratar heridas.
En polvo, la semilla de algunas variedades se utiliza como un cosmético y un colorante. Las semillas se consideran tóxicas.
La planta tiene potencial para la biorremediación de suelos contaminados con concentraciones moderadas de metales pesados como el cadmio.

## Propiedades
Ocho betaxantinas (indicaxantin, vulgaxantin-I, miraxantin-I, -II, -III, -IV, V y -VI) se pueden aislar de l flores de M. jalapa.
Rotenoides (mirabijalona A, B, C y D, 9-O-methyl-4-hydroxyboeravinona B, boeravinona C y F, y 1,2,3,4-tetrahydro-1-methylisoquinoline-7,8-diol) pueden ser extraídas de las raíces.
Un ácido graso (8-hydroxyoctadeca-cis-11,14-ácido dienoico) se encuentra como un componente menor en el aceite de la semilla.
El análisis del extracto metanólico de las partes aéreas produce β-sitosterol, stigmasterol, ácido ursólico, ácido oleanólico y brassicasterol.
Fraccionamiento guiado por bioensayo de un extracto orgánico de la masa celular de un cultivo de células vegetales manipulada de M. jalapa condujo al aislamiento y la posterior identificación de una isoflavona, un roteinoide y un dehydrorotenoide, Dos de estos compuestos son responsables de la actividad antimicrobiana frente a  Candida albicans.
Fraccionamiento guiado por Bioensayo del extracto metanólico de M. jalapa también condujo al aislamiento de una amida polifenólica activa: N-trans-feruloyl 4′-O-methyldopamine. Este compuesto presenta actividad moderada como un inhibidor de la bomba de expulsión contra el multirresistente  Staphylococcus aureus.

## Estudios genéticos
Carl Correns tomó M. jalapa como organismo modelo en sus estudios sobre la herencia extranuclear citoplasmática. Utilizó las hojas de una planta variegada para probar cómo ciertos factores fuera del núcleo afectaban al fenotipo de una forma no explicada por la teoría de Mendel.

## Taxonomía
Mirabilis jalapa fue descrita por Carlos Linneo y publicado en Species Plantarum, vol. 1, p. 177 en 1753.
Sinonimia
Homotípicos
- Admirabilis peruana Nieuwl., Amer. Midl. Naturalist, 3: 280, 1914, nom. illeg.
- Jalapa congesta Moench, Methodus, 508, 1794, nom. illeg.
- Jalapa officinalis Garsault, Fig. Pl. Med., 1: t. 20 b, 1764, nom. inval., opus utique oppressum.
- Mirabilis jalapa f. eu-jalapa Heimerl, Bot. Jahrb. Syst., 21: 617, 1896, nom. inadmiss.
- Mirabilis jalappa Thunb., Fl. Jap., (Thunberg), 91, 1784, sphalm.
- Mirabilis pedunculata Stokes, Bot. Mat. Med., 1: 311, 1812, nom. illeg.
- Nyctago hortensis Dum.Cours., Bot. Cult., 1: 654, 1802, nom. illeg.
- Nyctago jalapa (L.) DC., Fl. Franç., (ed. 3) 3: 426, 1805.
- Nyctago versicolor Salisb., Prodr. Stirp. Chap. Allerton, 57, 1796, nom. illeg.

Heterotípicos
- Mirabilis divaricata Lowe, Trans. Cambridge Philos. Soc., IV, 1, 1831[22]

## Nombres vernáculos
- Castellano: arrebolera (2), bella de noche (5), buenas noches, buenas tardes (3), dama de noche, diego (2), diego de noche, diegos de nit, dompedro (2), dompedros, don Diego de noche, don Pedro, don Pedros (2), don diego de noche, don diegos de noche, don juan de noche, don pedro (2), don pedro de llamas, don pedro desmayado, don pedro enamorado, don pedro pintado, don pedro remendado, don pedro salpicado, dondiego (6), dondiego de noche (13), donjuán de noche, falsa jalapa, flor de Panamá (2), galán de noche, hierba triste, jalapa (3), jalapa falsa, jazmines de Méjico, jazmines de México, juan de noche, maravilla (2), maravilla de Indias (2), maravilla de noche (3), maravilla del Perú, maravillas de Indias, maravillas de noche, noches, pedros, pepicos, pericones, pericos (4), pericón, periquitos (4), sampedros, san pedros, sanpedros, suspiros (3), trompetilla (4), zapatillos (las cifras entre paréntesis reflejan la frecuencia del uso del vocablo en España).[23]